# Ponte Pierre Laporte

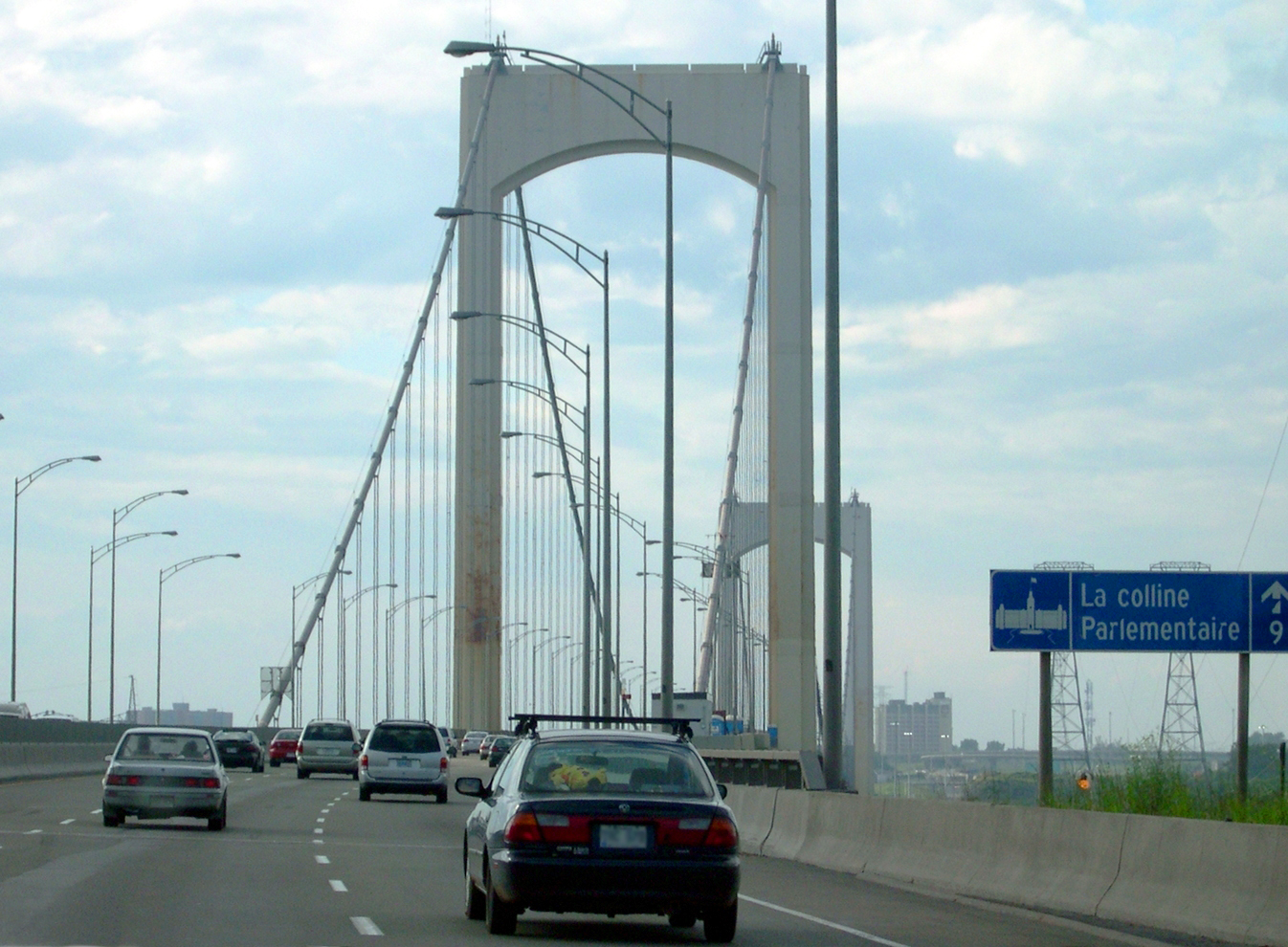
Ponte Pierre Laporte

A ponte Pierre Laporte é uma ponte pênsil do Canadá com o maior vão livre entre pilares do país. Ela atravessa o rio São Lourenço, aproximadamente duzentos metros oeste da famosa ponte histórica de Quebec e Levis.
Construída entre 1966 e 1970, a ponte foi originalmente chamada de "Nova Ponte de Quebec" e deveria chamar-se Pont Frontenac até que foi renomeada em honra de Pierre Laporte, que foi raptado e assassinado durante a Crise de Outubro de 1970.
Foi construída para a província de Quebec, pelo Departamento de Estradas juntamente com a empresa privada de Parsons Transportation Group.
O maior vão livre entre pilares é de 186,5 metros. O fluxo médio de veículos sobre a ponte é de noventa mil veículos por dia.